# Ian Maxtone-Graham
Ian Howes Maxtone-Graham (Ciudad de Nueva York; 3 de julio de 1959) es un guionista y productor de televisión estadounidense. Escribió episodios para Saturday Night Live (desde 1992 hasta 1995) y para Los Simpson (1995-2012). Además, fue coproductor ejecutivo en Los Simpson.

## Vida personal y trabajos previos
Maxtone-Graham nació en Boston, pero fue criado en la ciudad de Nueva York. Es hijo del historiador John Maxtone-Graham y de la escritora Katrina Maxtone-Graham, y sobrino-nieto de la escritora británica Joyce Maxtone-Graham, más conocida como Jan Struther. Su hermano menor es Guy Maxtone-Graham, escritor y actor del programa Beavis and Butt-Head.
Asistió a la escuela Trinity, ubicada en el lado oeste de la ciudad de Nueva York, en donde era cocapitán del equipo de natación. Fue aceptado en la Universidad Brown, en contraste con muchos de los otros creadores de Los Simpson, quienes estudiaron en Harvard. Estando en Brown, escribió guiones para las críticas hacia la universidad. Pronto se convirtió en el redactor jefe de las publicaciones universitarias. Entró a Brown con la clase de 1981, pero se graduó en el mes de enero de 1983.
Maxtone-Graham es un triatleta, y nada con el equipo profesional de la UCLA; además, practica kayak.
Después de graduarse de Brown, trabajó en Hydrolab, una instalación de Estados Unidos, en las Islas Vírgenes, dedicada a la investigación, como buzo en una biósfera subacuática. Trabajó allí durante un mes, antes de mudarse al sur de California y dedicarse a escribir para el periódico Riverside Press-Enterprise.

## Saturday Night Live
En Saturday Night Live, Maxtone-Graham coescribió la primera versión de The Chanukah Song con Adam Sandler, y, según lo dicho por Alec Baldwin en el comentario de DVD de "SNL: lo mejor de Alec Baldwin", fue uno de los guionistas del famoso cortometraje "Canteen Boy Goes Camping" (en donde un explorador [personificado por Alec Baldwin] seduce a Canteen Boy). Maxtone-Graham, en una ocasión, le arrojó una copa de agua a Norm Macdonald en la cabeza por fumar en la habitación en la que trabajaban los guionistas. MacDonald respondió golpeando a Maxtone-Graham, quien se fue a su hogar y no regresó hasta una semana más tarde. Maxtone-Graham consideró denunciar a MacDonald por fumar en lugares prohibidos y por agresión, y a la NBC por no hacer cumplir la ley de prohibición del tabaco, pero finalmente decidió no hacerlo.

## Los Simpson
Maxtone-Graham fue uno de los guionistas que llegó a Los Simpson por los avisos en la revista Army Man, de George Meyer. Se unió al equipo de trabajo de Los Simpson en la séptima temporada (a pesar de que comenzó a escribir episodios en la octava temporada). Escribió episodios importantes, como "Alone Again, Natura-Diddily", en el cual Maude Flanders muere. En 2005, ganó un premio Writers Guild of America. El último episodio de Los Simpson que ganó un premio Emmy fue "The Seemingly Never-Ending Story", también escrito por Maxtone-Graham. En 2007 ganó también un premio Annie por el episodio. En 2008, ganó otro premio Annie, pero en esta ocasión por el episodio "24 Minutes", el cual escribió con otro guionista de Los Simpson, Billy Kimball. En síntesis, Maxtone-Graham ganó seis premios Emmy, dos premios Annie y un premio Writers Guild of America.
Sin embargo, Maxtone-Graham se ha convertido en un guionista poco popular entre algunos fanáticos de Los Simpson en la Internet. Su popularidad bajó en el año 1998, cuando dijo que nunca había visto la serie antes de trabajar en ella. En la misma entrevista, hizo un contraste entre la indiferencia de los escritores de la serie hacia el enfoque de la misma (diciendo, por ejemplo, que en ocasiones confundían a Rod y Todd Flanders) con los fanes de la serie, quienes estaban aparentemente obsesionados con la continuidad, y remarcó: "Es por eso que ellos se limitan a comentar en Internet y nosotros escribimos el programa". La entrevistadora, Charlotte O'Sullivan, expresó su disconformidad con las escasas escritoras mujeres que tiene el programa, y con el humor "machista" que tienen en ocasiones Bart y Homer. Además, recalcó que los personajes de Bart y Homer aparecen en el programa mucho más que los de Marge y Lisa.
El diseño del personaje de Los Simpson que aparece ocasionalmente, el "Hombre Muy Alto" (su aparición más notable es en el episodio "22 Short Films About Springfield"), está basado en Maxtone-Graham, que mide 2,03 m de estatura.

## Episodios deLos Simpson
Los episodios escritos por Maxtone-Graham son:

### Octava temporada
- "Burns, Baby Burns"

### Novena temporada
- "The City of New York vs. Homer Simpson"
- "The Trouble With Trillions"
- "Trash of the Titans" (Episodio #200)

### Décima temporada
- "Lisa Gets an "A""

### Undécima temporada
- "E-I-E-I-(Annoyed Grunt)"
- "Alone Again, Natura-Diddily"

### Duodécima temporada
- "Tennis the Menace"

### Decimotercera temporada
- "The Blunder Years"

### Decimocuarta temporada
- "Large Marge"
- "Dude, Where's My Ranch?"

### Decimoquinta temporada
- "Catch 'em If You Can"

### Decimosexta temporada
- "The Heartbroke Kid"

### Decimoséptima temporada
- "The Seemingly Never-Ending Story"

### Decimoctava temporada
- "24 Minutes"